# Associação Sorocabana de Atividades para Deficientes Visuais
A Associação Sorocabana de Atividades para Deficientes Visuais (ASAC) é uma associação sem fins lucrativos que tem como objetivo a melhoria na qualidade de vida de pessoas com deficiência visual.

## Instituição
A ASAC foi fundada em 21 de março de 1969, no município de Sorocaba, São Paulo. Possui títulos de utilidade pública federal, estadual e municipal, além de certificado do Conselho Nacional de Assistência Social. A entidade aceita contribuições de pessoas físicas e jurídicas. O casarão ocupado pela ASAC foi inteiramente restaurado e adaptado para abrigar a associação, sendo considerado um ponto turístico da cidade.

## Objetivos
Sem fins lucrativos, a ASAC é assistencial e filantrópica, tendo como objetivos principais a habilitação e a reabilitação dos deficientes visuais, promovendo sua autonomia plena. Para isso, uma equipe multidisciplinar procura, através de treinamentos e atividades específicas, disponibilizar o conhecimento para o desempenho de variadas tarefas.

## Equipe
Além de uma diretoria voluntária escolhida a cada dois anos, a ASAC conta com terapeuta ocupacional, pedagogo, professor de Braille, psicólogo e técnico em orientação e mobilidade. A equipe multidisciplinar atua de forma integrada, visando atender inteiramente cada pessoa.

## População atendida
Atualmente, a ASAC atende gratuitamente entre 100 e 120 pessoas, de qualquer idade, de 
Sorocaba e região.

## Referência
1. ↑  Página oficial da ASAC
2. ↑  VIVAcidade - Sorocaba, SP
3. ↑  Serviços sociais e entidades beneficentes de Sorocaba